# Haldemann
Haldemann, Haldimann und seine Varianten in anderen Sprachen sind Familiennamen, die ihren Ursprung im Emmental in der Deutschschweiz haben.

## Bedeutung, Herkunft, Genealogie

### Bedeutung
Der Name setzt sich aus den Wörtern Halde und Mann zusammen und bedeutet sinngemäss ein Mann, der auf einer Halde (Berghang) wohnt. In hügeligen Gegenden wie dem Emmental sind Höfe oder Siedlungen an Halden verbreitet.

### Herkunft
In Horben zwischen Eggiwil und Signau ist 1444 ein Hänsli Haldemann urkundlich erwähnt; von 1597 bis 1917 gehörte das Gut Horben Trägern des Familiennamens Haldemann. Im 15. und 16. Jahrhundert war der Name in den Dörfern und Höfen der näheren Umgebung verbreitet (Langnau, Signau, Grosshöchstetten, Eggiwil). Nach älteren Quellen soll ein seit 1374 in Winterthur erwähnter Heinrich Haldemann ins Emmental gekommen sein und hier die Linie begründet haben; mangels Nachweis ist allerdings eine zufällige Namensgleichheit naheliegend.
Man findet den Namen in den Unterlagen der Wiedertäufer 1538; ein Thüring Hölimann, ein Täufer aus Eggiwil, wurde zum Tode verurteilt.

### Genealogie
Aus genealogischer Hinsicht ist es fast unmöglich, lückenlose Stammbäume der Familie zu rekonstruieren. Dies liegt an der häufigen Wiederholung der gleichen Vornamen wie Peter, Hans, Ulrich, Christian, die von verschiedenen Zweigen der Familie über viele Generationen hinweg gleichenorts verwendet wurden und daher schwer zu unterscheiden sind, sowie an allgemeinen Lücken in den Kirchenbüchern. Erschwerend kommt hinzu, dass die Region ein Zentrum der Täufer war, deren Geburten, Taufen, Eheschließungen und Todesfälle nicht oder nicht systematisch in den Kirchenbüchern verzeichnet sind.

## Varianten
Nachfahren der Linien aus Signau, Bowil und Mullen nennen sich heute Haldimann; die aus Eggiwil Haldemann.
Die Berner Familie des Grossvaters von Frederick Haldimand, dem späteren Gouverneur der Provinz Québec, wurde 1694 in Yverdon eingebürgert, sie nannten sich dort Haldimand. Dieser Name verbreitete sich daraufhin im französischsprachigen Raum. Die heutige kanadische Gemeinde Haldimand County ist nach Frederick Haldimand benannt worden, der Haldimand-Turm in Lausanne wiederum stammt von William Haldimand. Heute ist Haldimand in der Schweiz ausgestorben.
Von Walkringen herkommend zogen im 18. und im 19. Jahrhundert mehrere Haldemann in den Neuenburger Jura und wurden zu Bürgern von Valangin, Le Locle und Les Brenets.
1727 wanderten drei Täufer (Niklaus, Hans und Michael Haldimann) mit ihren Frauen und Kindern aus dem Kanton Bern nach Montgomery County, Pennsylvania aus. Viele Träger des Namens Haldeman (-man statt -mann) sind Nachkommen der Haldemans pennsylvanisch-mennonitischer Herkunft.
Weitere Varianten sind Holdiman, Holderman, Halteman, Halterman (hier auch von Haltermann abgeleitet möglich), Haldiman, Haldenmann.

## Verbreitung
Anzahl Namensträger nach der Erhebung des Bundesamtes für Statistik 2022:
| Variante  | Schweiz | Deutschschweiz | Lateinische Schweiz | Top 3                               | Top 3                               | Top 3                                                                |
| Variante  | Schweiz | Deutschschweiz | Lateinische Schweiz | Kantone                             | Gemeinden (absolut)                 | Gemeinden (relativ)                                                  |
| --------- | ------- | -------------- | ------------------- | ----------------------------------- | ----------------------------------- | -------------------------------------------------------------------- |
| Haldemann | 1151    | 990            | 161                 | Bern: 524 Zürich: 133 Aargau: 81    | Bern: 42 Eggiwil: 39 Zürich: 34     | Chêne-Pâquier: 3,1 % Dizy: 1,7 % Eggiwil: 1,6 %                      |
| Haldimann | 1231    | 962            | 269                 | Bern: 565 Zürich: 137 Neuenburg: 96 | Bern: 33 Thun: 28 Oberdiessbach: 22 | La Chaux-du-Milieu: 3,9 % Les Enfers: 2,6 % Horrenbach-Buchen: 2,2 % |
| Haldimand | 0       | 0              | 0                   | -                                   | -                                   | -                                                                    |

## Namensträger
- Haldemann siehe unten
- Haldeman
- Halderman
- Haldimand
- Haldimann

Haldemann:
- Cedric Haldemann (* 1999), Schweizer Unihockeyspieler
- Eduard G. Haldemann (1922–2013), auch Eduard Gottlieb Haldemann. Geologe
- Matthias Haldemann (* 1963), Schweizer Kunsthistoriker und Museumsdirektor